# Slowakische Räterepublik

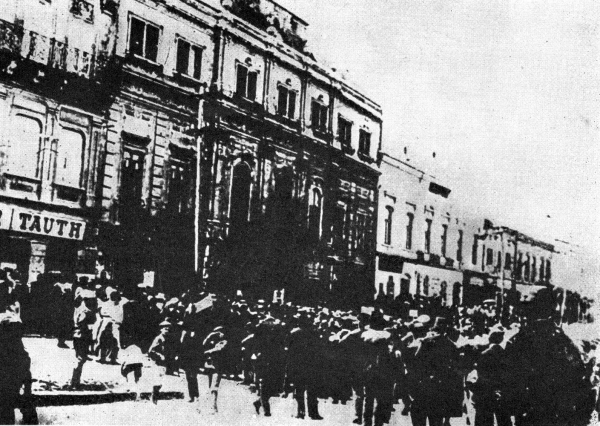
Proklamierung der Slowakischen Räterepublik am 16. Juni 1919 in Prešov

Die Slowakische Räterepublik (Slowakisch: Slovenská republika rád, ursprünglich: Slovenská Radová Republika, Ungarisch: Szlovák Tanácsköztársaság) war ein kommunistischer Marionettenstaat im Osten und Süden der heutigen Slowakei. Er existierte vom 16. Juni bis zum 7. Juli 1919 und wurde durch den Vormarsch der Roten Armee der Ungarischen Räterepublik unter Béla Kun ermöglicht. Die Räteregierung führte ein Papiergeld ein, das Misstrauen in der Bevölkerung hervorrief. Die Behörden enteigneten größere Besitztümer. Ihr Ende fand die Räterepublik im Rahmen des Vorstoßes tschechoslowakischer Truppen im Ungarisch-Rumänischen Krieg, die kurz zuvor im Rahmen des Ungarisch-Tschechoslowakischen Kriegs die Besetzung der sogenannten Ostslowakischen Republik verfolgte.

## Geschichte
Die Niederlage der Mittelmächte im Ersten Weltkrieg führte zum Zerfall Österreich-Ungarns. Der ungarische Reststaat musste im Vertrag von Trianon territoriale Einbußen durch die Tschechoslowakei, die in die Slowakei einmarschierte, durch Rumänien, das Gebiete östlich der Linie Satu Mare–Oradea–Arad bekam, und durch Serbien hinnehmen. Die liberale Regierung in Ungarn brach zusammen, und die kommunistische Ungarische Räterepublik unter Béla Kun suchte die alten Grenzen wiederherzustellen. Der Einmarsch der Tschechoslowakei erfolgte im Dezember 1918. Ende April 1919 begannen Vorstöße in die Karpatenukraine und ins ungarische Kernland. Die Rote Armee unter dem Oberbefehl von Aurél Stromfeld stoppte den tschechoslowakischen Vormarsch und begann am 20. Mai einen Gegenangriff, der die tschechoslowakischen Truppen zurückwarf und zur Gründung der Slowakischen Räterepublik durch den tschechischen Journalisten Antonín Janoušek führte. Damit war die Verbindung zwischen den Kriegspartnern Tschechoslowakei und Rumänien unterbrochen und der Stand der Kommunisten in Ungarn gestärkt.
Ein Friedensabkommen der Entente führte zum Rückzug der ungarischen Truppen aus der Slowakei. Da die rumänische Seite eine Demobilisierung der ungarischen Truppen forderte und jene dies ablehnten, kam es zu einer Wiederaufnahme der Kampfhandlungen, an dessen Ende die Besetzung sowie Auflösung der Slowakischen Räterepublik stand. Janoušek wurde 1920, nach dem Sturz der Ungarischen Räterepublik, von den lokalen Behörden verhaftet und später an die Tschechoslowakei ausgeliefert. Er verstarb 1941 in der Sowjetunion.